# Ahmet Önal
Ahmet Önal (* 28. Januar 1993 in Antalya) ist ein türkischer Fußballtorhüter.

## Spielerkarriere
Als Elfjähriger begann Önal in der Nachwuchsabteilung von Antalya Özel İdarespor mit dem Vereinsfußball. Anschließend spielte er der Reihe nach für die Nachwuchsabteilungen der Vereine Karatay Belediyespor und Konyaspor.
Im Sommer 2012 wechselte er zum Amateurklub Tekirova Belediyespor. Bereits ein Jahr später heuerte Önal beim Istanbuler Viertligisten Fatih Karagümrük SK an. Nachdem er hier bis zur nächsten Rückrunde verweilte und nur zu einem Ligaeinsatz gekommen war, wechselte er im Frühjahr 2014 zum Zweitligisten Kahramanmaraşspor.